# Villaz-Saint-Pierre
Villaz-Saint-Pierre (toponimo francese) è un ex comune svizzero di 1 330 abitanti del Canton Friburgo, nel distretto della Glâne. Nel 2020 il comune si è fuso con La Folliaz per formare il comune di Villaz.

## Storia
Il 1º gennaio 1978 ha inglobato il comune soppresso di Fuyens. Nel 2020 il comune si è fuso con La Folliaz per formare il comune di Villaz.

## Monumenti e luoghi d'interesse

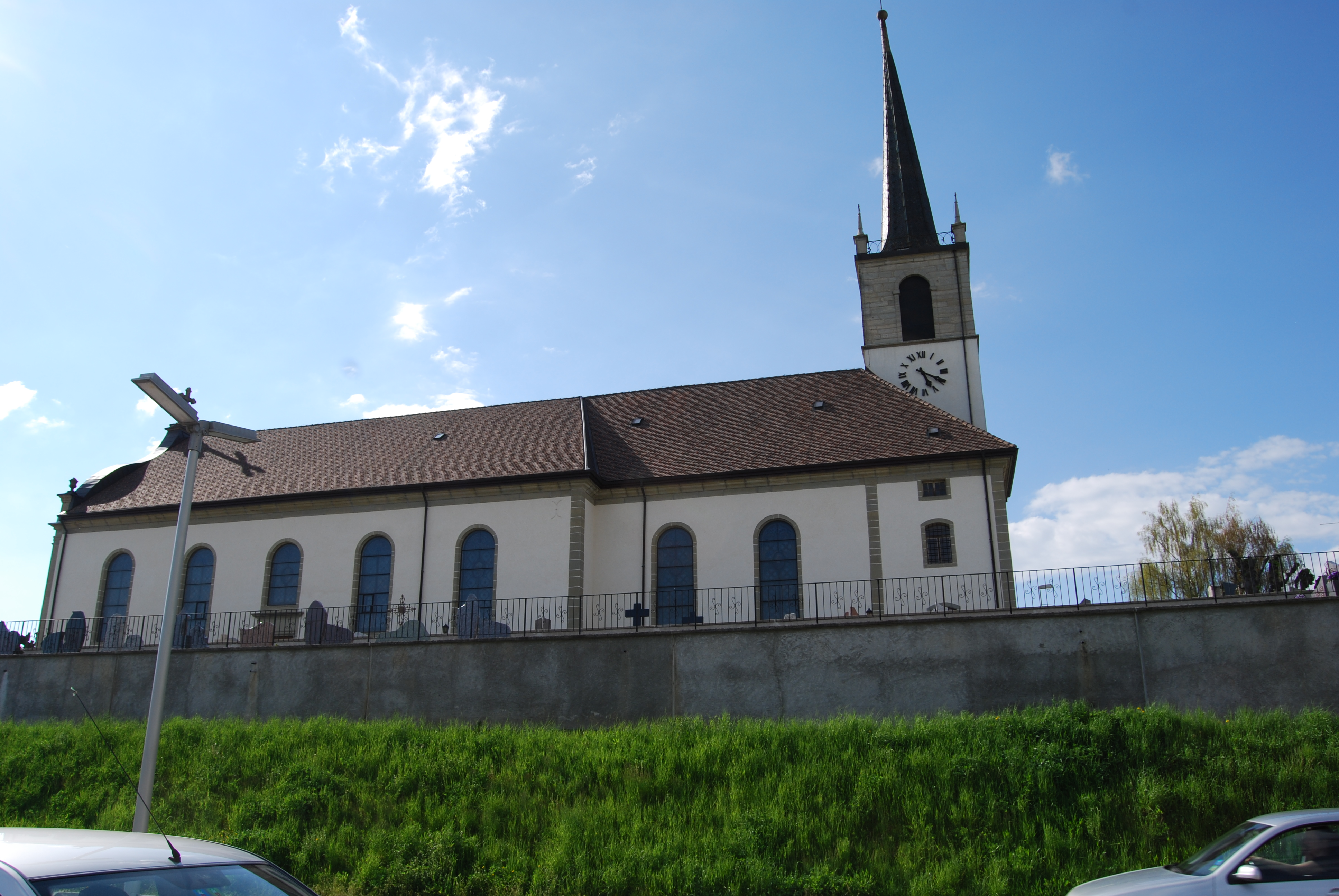
La chiesa cattolica dei Santi Pietro e Paolo

- Chiesa cattolica dei Santi Pietro e Paolo (già di San Paolo), attestata dal XII secolo e ricostruita nel 1843[1].

## Società

### Evoluzione demografica
L'evoluzione demografica è riportata nella seguente tabella:
Abitanti censiti

## Infrastrutture e trasporti

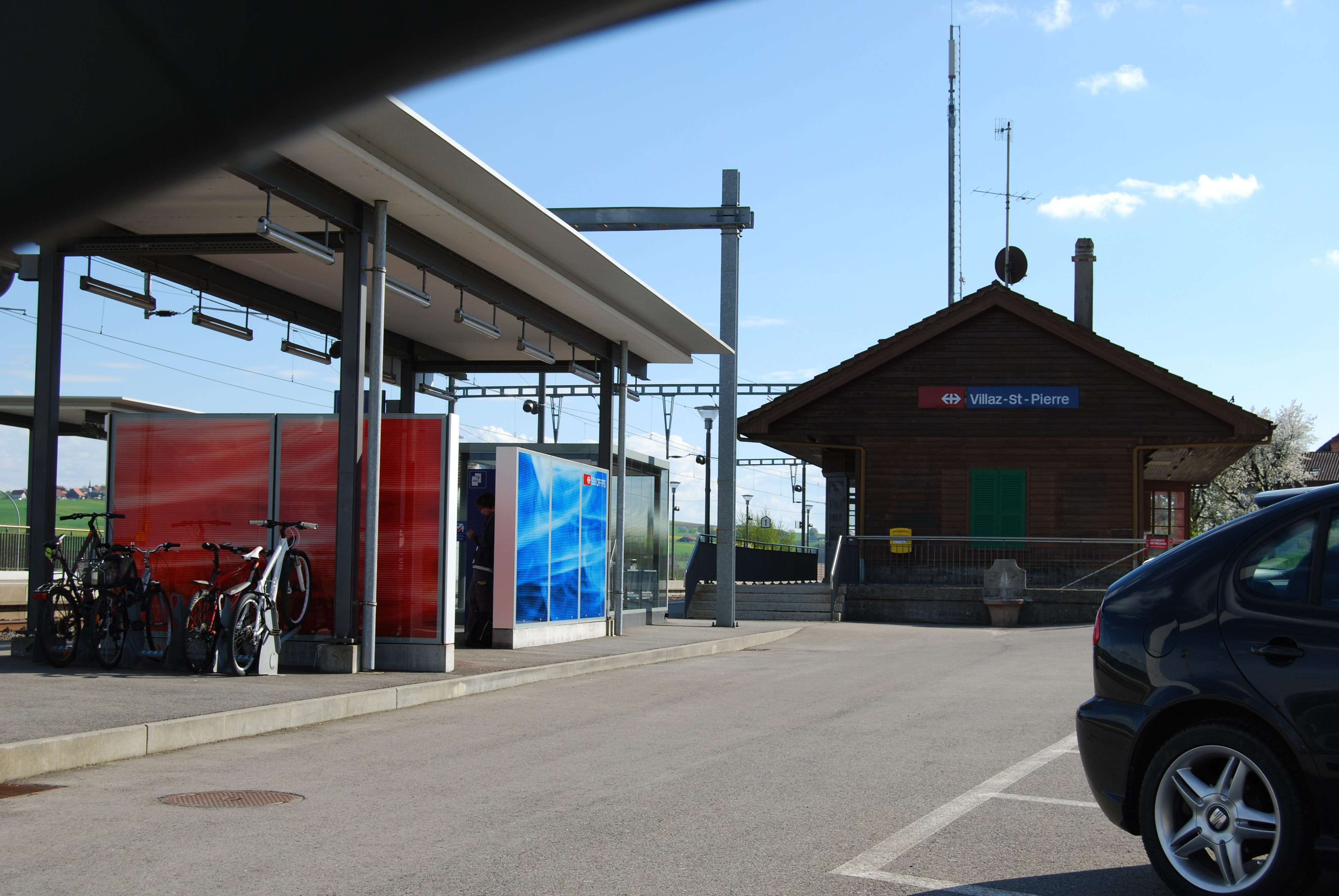
La stazione di Villaz-Saint-Pierre

Villaz-Saint-Pierre è servito dall'omonima stazione sulla ferrovia Losanna-Berna.

## Amministrazione
Ogni famiglia originaria del luogo fa parte del comune patriziale che ha la responsabilità della manutenzione di ogni bene comune.